# تركي اليوسف
تركي اليوسف (10 مارس 1973-)، ممثل ومذيع سعودي.

## حياته فنياً
هو ابن المذيع المميز في التلفزيون والإذاعة السعودية خالد اليوسف، مصنف من ضمن الممثلين السعوديين (الدرجة الأولى) في وزارة الإعلام منذ عام 1986، وقد أُسندت له مهمة التدريب لبعض الممثلين في الإذاعة السعودية كما أنه قدم العديد من البرامج الإذاعية أفراح وتهاني وآخر الأسبوع برامج على الهواء مباشر قدم خلال مشواره حتى الآن أكثر من أربعين عملاً فنياً تلفزيونياً وثلاث أفلام سينمائية روائية طويلة.

## المسلسلات
- 1989: الأول تحول.
- 1992: يوميات وضاح.
- 1993: فكية الكلام في السفرة والطعام.
- 1996: دواس الليل.
- 2000: شكرًا يا.
- 2002: خلك معي.
- 2003: ومضات من تاريخنا.
- 2003: وعاد قلبي إلي هناك.
- 2003: دمعة عمر.
- 2005: سيد العشاق.
- 2005: جيران ولكن.
- 2006: فيلم كيف الحال.
- 2006: بيوت نادمة.
- 2006: أوراق سجينة.
- 2007: أنا وأنت والانترنت.
- 2009: قلب أبيض.
- 2009: أسوار 2.
- 2009: أيام السراب.
- 2009: الساكنات في قلوبنا.
- 2010: فينك.
- 2010: فيلم الرماد الأخير.
- 2010: أسوار 3.
- 2011: ملف علاقي.
- 2012: نساء من زجاج.
- 2012: عبرات وحنين.
- 2012: أنا وضميري.
- 2013: شفت الليل 2.
- 2013: الخطاف.
- 2014: برنامج فايف جي.
- 2014: تقاطيع.
- 2015: وجوه محرمة.
- 2015: مسرحية سراة الشعر والكهولة.
- 2015: الذاهبة.
- 2016: الدمعة الحمراء.
- 2017: ظل الحلم.
- 2017: حياة ثانية.
- 2017: أصعب قرار.
- 2019: سوق الدماء.
- 2020: كحل أبيض.
- 2020: بخور القصائد.
- 2020: الكهف.
- 2020: إجازة.
- 2020: اتجاه خاطئ.
- 2021: 60 يوم في الماضي
- 2021:  خارج السيطرة
- 2023: بلاغ نهائي.
- 2023: إنسانيات.
- 2023 سوء المناخ
- 2024: عندما يعشق الرجال.
- 2024: بعد غيابك عني.
- 2025: أمي.
- 2025: شارع الأعشى.

## أفلام
- 2006: كيف الحال
- 2019: غبار الأيام.
- 2010: الرماد الأخير.
- 2014: زان
- 2020: عناقيد: عيال صالح

## مسرحيات
2015: سراة الشعر والكهولة.

## روابط خارجية
- تركي اليوسف على موقع قاعدة بيانات الأفلام العربية